# 罗恩·贾金斯
罗恩·贾金斯（英語：Ron Judkins，1953年—），美国现场混音师、编剧和导演。他赢得过2次奥斯卡最佳音响效果奖，并3次提名这一奖项。他还因辛德勒的名单（1996）获得英国电影学院最佳音效奖。贾金斯在1998年执导他个人长篇电影处女作高压线，并在1999年圣丹斯电影节首映。贾金斯是喜剧电影难得好邻居的编剧兼导演。该电影于2013年奥斯汀电影节故事片竞赛单元全球首映。他还执导了纪录片24 Peaces，其中包括对德斯蒙德·图图、玛丽安娜·威廉森和迪帕克·乔普拉的采访。
作为现场混音师，贾金斯参与过超过50部以上电影的制作。

## 精选影视作品
贾金斯曾2次获得奥斯卡最佳音响效果奖，并得到3次提名。
获奖
- 侏罗纪公园 (1993)[2]
- 拯救大兵瑞恩 (1998)[3]

提名
- 辛德勒的名单 (1993)[2]
- 世界之战 (2005)[4]
- 林肯 (2012)[5]